# Cocculinella minutissima
Cocculinella minutissima is een slakkensoort uit de familie van de Cocculinellidae. De wetenschappelijke naam van de soort is voor het eerst geldig gepubliceerd in 1904 door E. A. Smith als Acmaea minutissima.